# 1921-es magyar teniszbajnokság
Az 1921-es magyar teniszbajnokság a huszonharmadik magyar bajnokság volt. Ettől az évtől 1929-ig nemzetközi bajnokság volt, tehát külföldi versenyzők is indultak és nyerhettek, valamint 1927-ig női párosban nem rendeztek bajnokságot. A bajnokságot szeptember 3. és 13. között rendezték meg Budapesten, a MAC margitszigeti pályáján.

## Eredmények
| Versenyszám  | Arany                            | Arany | Ezüst                             | Ezüst | Bronz                                                                               | Bronz |
| ------------ | -------------------------------- | ----- | --------------------------------- | ----- | ----------------------------------------------------------------------------------- | ----- |
| Férfi egyéni | Kehrling Béla MAC                |       | Fittler Kamill MAC                |       | Takáts Grósz Imre BLTC                                                              |       |
| Női egyéni   | Margarete Janotta DSV Troppau    |       | Mayer Wiener AC                   |       | Gandon Vilmosné BBTEChatel Márta BBTE                                               |       |
| Férfi páros  | Kehrling Béla, Kelemen Aurél MAC |       | Fittler Kamill, Göncz Lajos MAC   |       | Otto Maly , Guido Maly DSV Troppau                                                  |       |
| Vegyes páros | Kehrling Béla, Krencsey Adél MAC |       | Göncz Lajos, Mayer MAC, Wiener AC |       | Otto/Guido Maly , Margarete Janotta DSV Troppau Fittler Kamill, Kehrling Béláné MAC |       |